# Лозе, Вильгельм Освальд
Вильгельм Освальд Лохзе (нем. Wilhelm Oswald Lohse; 13 февраля 1845, Лейпциг — 14 мая 1915, Потсдам) — немецкий астроном.

## Биография
Лохзе был сыном лейпцигского ремесленника. После окончания школы в Лейпциге он поступил в Политехникум в Дрездене. Позже он перешёл в Лейпцигский университет, где уже в 1865 году получил степень доктора философии (PhD).
В 1870 году он работал ассистентом Германа Карла Фогеля в частной обсерватории Боткамп камергера фон Бюлова близ Киля. Здесь он занимался спектроскопией и астрофотографией.
В 1874 году вместе с Фогелем он принял вызов в Потсдамскую астрофизическую обсерваторию (ныне Потсдамский астрофизический институт), строительство которой в то время ещё не было завершено. В то же время он работал в Берлинская обсерватория. В 1877 году обсерватория Потсдамского института была введена в эксплуатацию. В 1882 году Лохзе был назначен туда "наблюдателем", а затем "главным наблюдателем".
Лохсе провел наблюдения планет Марс и Юпитер, в частности, и составил подробную карту Марса. Он также наблюдал бинарные звездыы, о чём опубликовал работу в 1909 году. Он проводил спектроскопические исследования звезд, сравнивая их спектр со спектральными линиями металлов, которые он возбуждал в лаборатории спонтанным испусканием света.
Лохзе умер в Потсдаме в 1915 году после продолжительной болезни.
В память о нём его именем были названы кратеры Лозе на Луна и Лозе на Марс.